# 大鱗雅南極魚
大鱗雅南極魚為輻鰭魚綱鱸形目南極魚亞目南極魚科的其中一種，分布於南冰洋的南喬治亞島及布維島海域，棲息深度10-900公尺，體長可達55公分，生活在底中層水域，屬肉食性，以甲殼類、腔腸動物、魚類、櫛水母等為食，可做為食用魚。

## 擴展閱讀
維基物種上的相關：大鱗雅南極魚